# Carl Moll

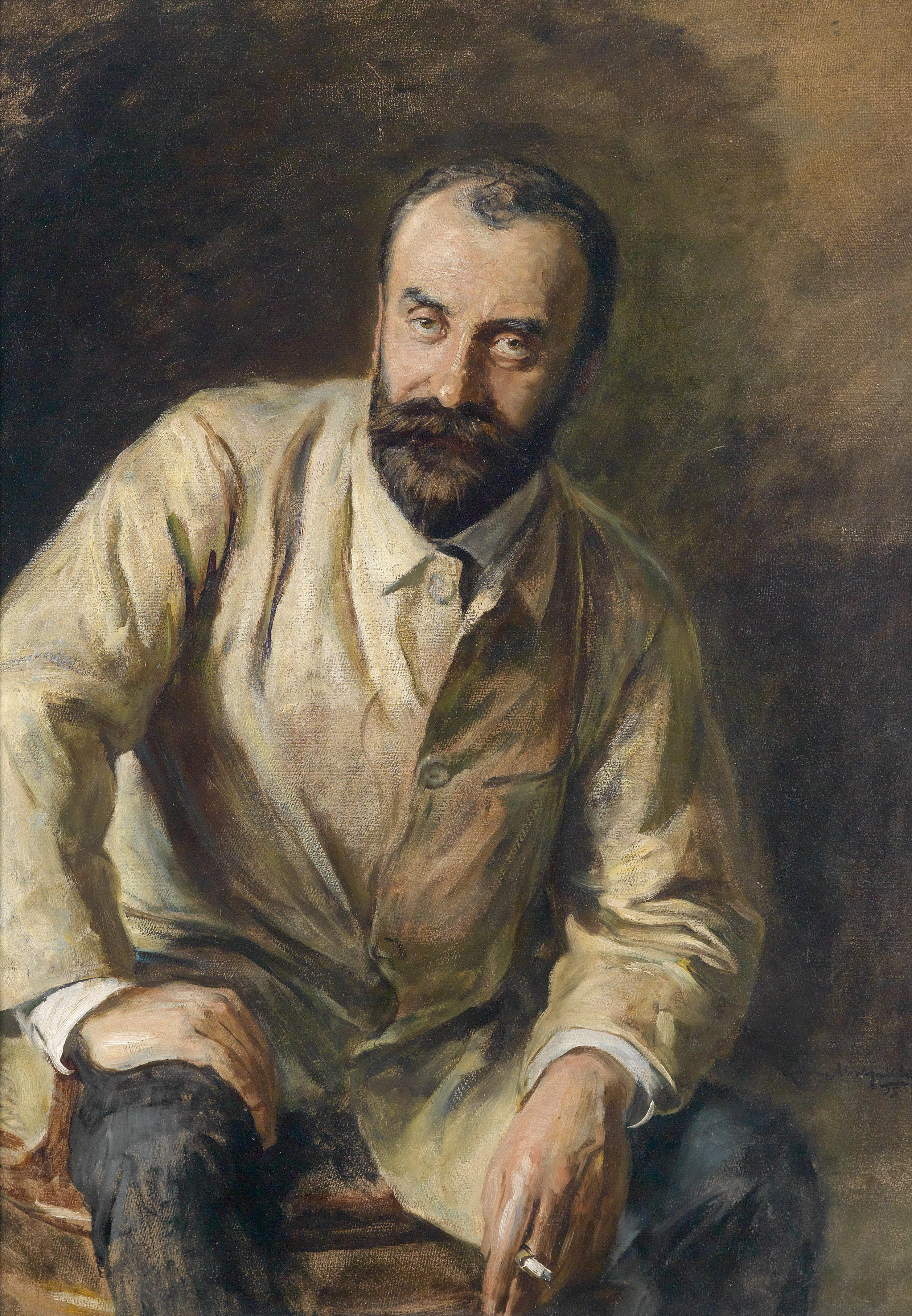
Ludwig Michalek (zugeschrieben): Bildnis Carl Moll, 1905

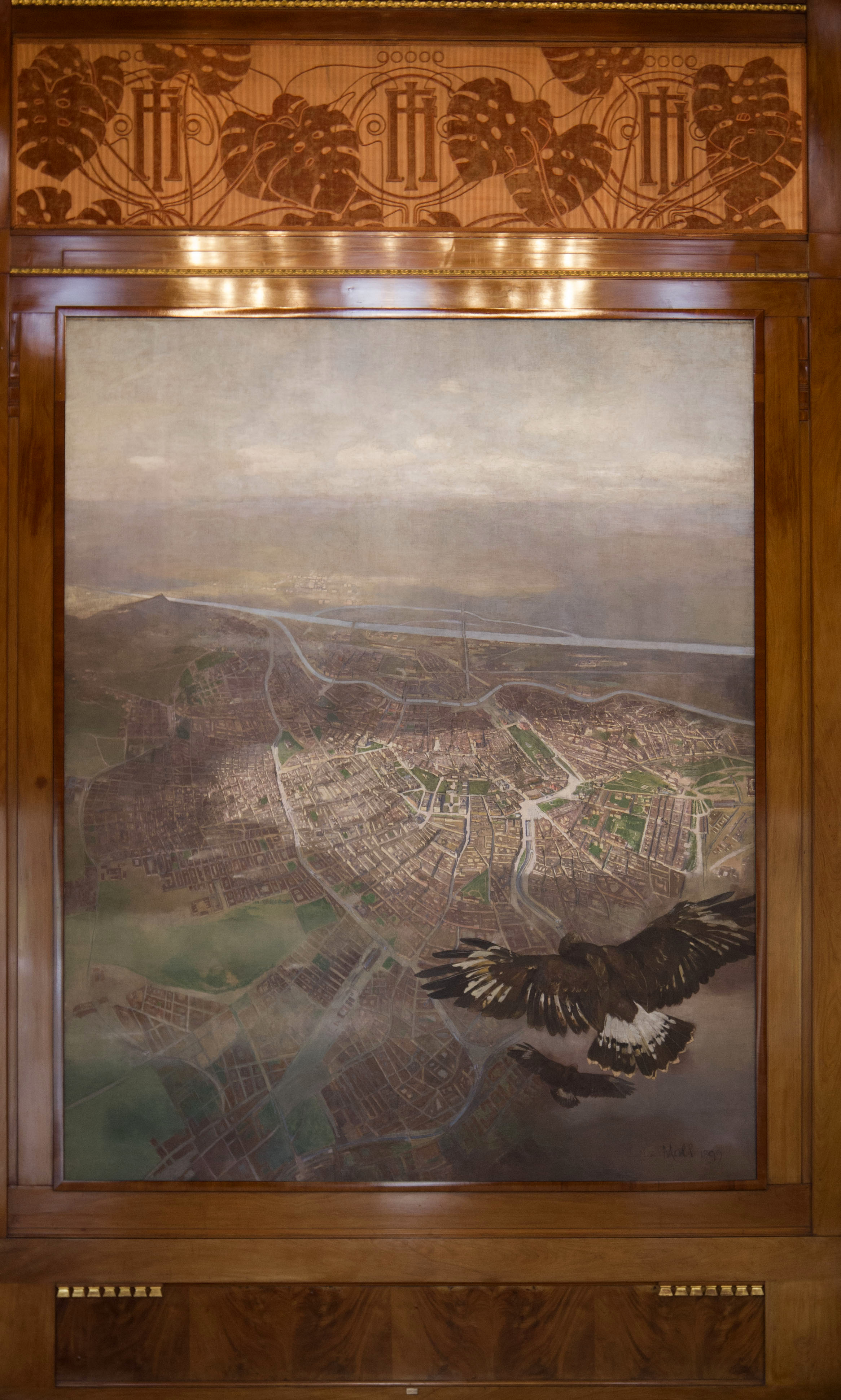
Der Blick über Wien vom Ballon aus im Hofpavillon

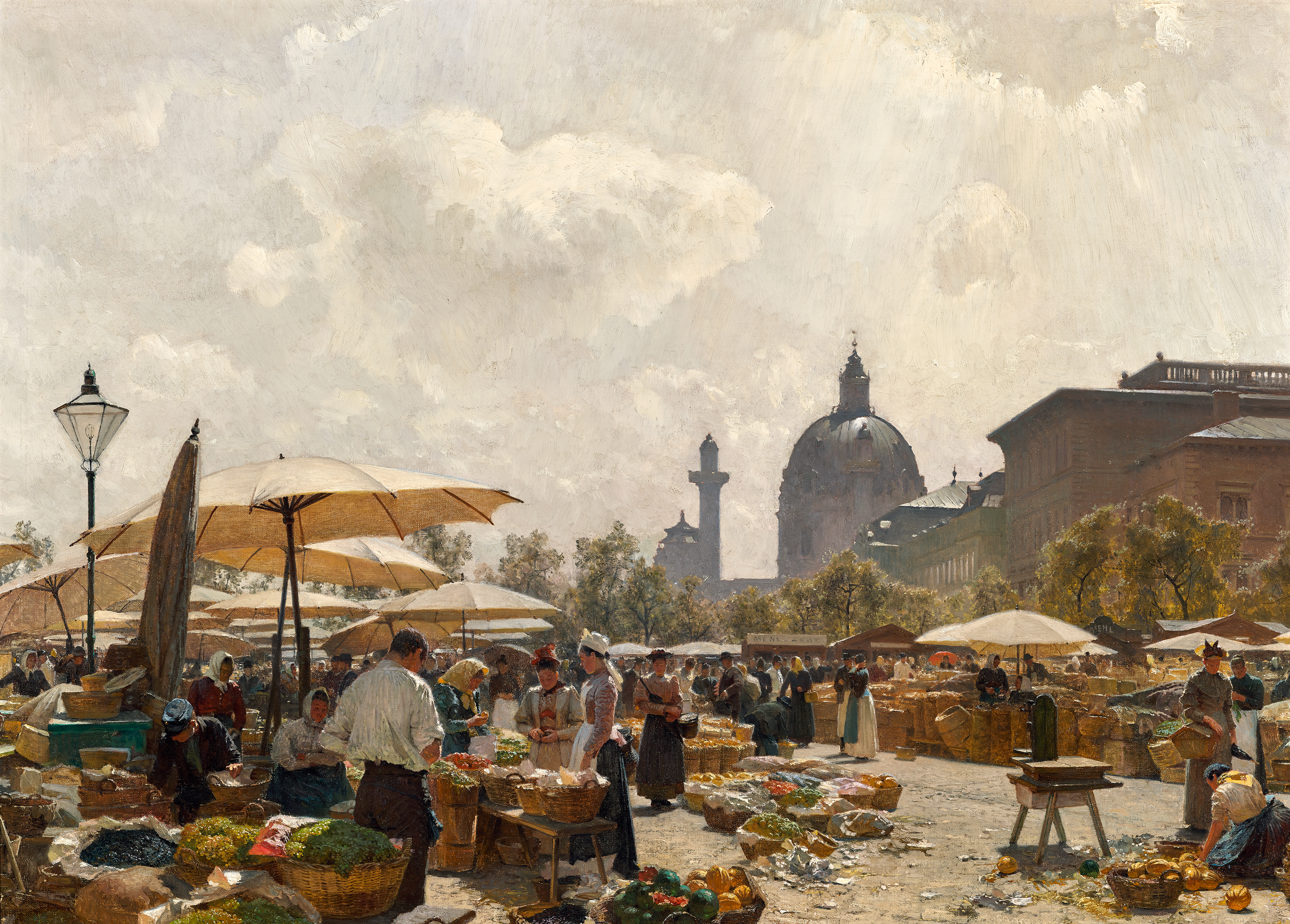
Der Naschmarkt in Wien, 1894, Belvedere, Wien

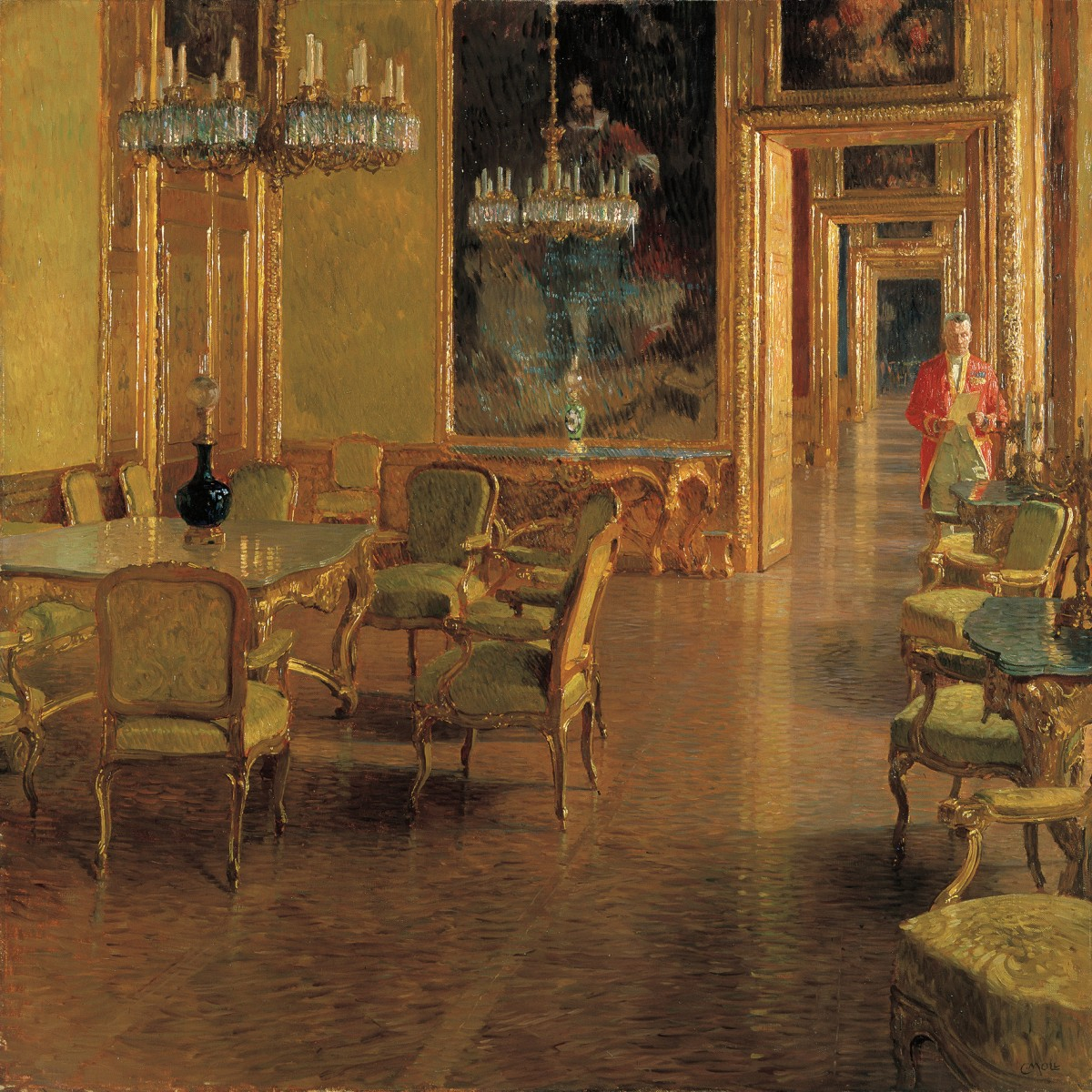
Interieur im Winterpalais des Prinzen Eugen von Savoyen in der Himmelpfortgasse, 1907/1908, Belvedere, Wien

Carl Moll (* 23. April 1861 in Wien, Kaisertum Österreich; † 13. April 1945 ebenda) war ein österreichischer Maler des Jugendstils.

## Genealogie
Carl Moll war ein Sohn des Kassenbeamten und späteren Großkaufmanns und Mitglieds des Wiener Gemeinderats Julius Johann Franz Moll (* 2. Juni 1829; † 15. März 1877) und der Maria Magdalena Rosina Schmid (* 28. August 1835; † 18. April 1919).
Seine Großeltern väterlicherseits waren Ignaz Moll (1776–1846) aus Linz, Besitzer der Apotheke „Zum weißen Storch“ in Wien, und Eleonora Koller (1796–1834). Seine Großeltern mütterlicherseits waren Anton Schmid (1806–1857), Bäckermeister in Wieden, und Rosina Fischer (1814–1847). Aus der mütterlichen Linie stammte auch sein Onkel Karl Schmid (1837–1871), Landschaftsmaler in Wien, der ihn schon früh beeinflusste und sein Interesse an der Malerei weckte.
Carl Moll ehelichte am 3. November 1895 die aus Hamburg stammende Schauspielerin und Sängerin Anna Sofie Bergen (1857–1938). Sie war die Witwe des 1892 verstorbenen Landschaftsmalers Emil Jakob Schindler, dessen Schüler und Assistent Carl Moll war. Seine Frau brachte zwei Töchter in die Ehe mit, von denen eine die später berühmte Alma Mahler-Werfel war. Carl Moll adoptierte die beiden Töchter nicht.
Er selbst hatte mit seiner Frau Anna eine leibliche Tochter Maria (* 9. August 1899 in Wien; † 13. April 1945 in Wien), später Ehefrau des Landgerichtsvizepräsidenten Richard Eberstaller (1887–1945).

## Leben
Moll studierte an der Akademie der Bildenden Künste in Wien 1880/1881 bei Christian Griepenkerl. Er wurde später Schüler von Emil Jakob Schindler.
1896 erhielt er auf der Internationalen Kunstausstellung in Berlin eine kleine Goldmedaille. 1897 war er einer der Mitbegründer der Wiener Secession. Die Secessionisten brachten Ausstellungen zeitgenössischer Kunst nach Wien. 1901 baute Josef Hoffmann für Moll und Koloman Moser auf der Hohen Warte im 19. Wiener Gemeindebezirk ein großes Doppelhaus, das erste einer geplanten Villenkolonie für wohlhabende Bauherren. Hier wohnte Moll mit der Adresse 19, Steinfeldgasse 8, dann bis 1908. In diesem Jahr übersiedelte er „um die Ecke“ in die Wollergasse 10, wo er bis zu seinem Tod lebte.
Auf Betreiben Molls entstand im Jahre 1903 die staatliche Moderne Galerie, heute Österreichische Galerie Belvedere.
1905 trat Carl Moll gemeinsam mit der Gruppe um Gustav Klimt aus der Secession aus. Als Leiter der Galerie Miethke, von 1904 bis 1912, trat er auch als Förderer Klimts auf. Er organisierte Ausstellungen internationaler Künstler und brachte unter anderem erstmals Werke von Vincent van Gogh nach Wien.
Carl Moll war Mitglied im Deutschen Künstlerbund.
In den 1930er Jahren wurde Moll zu einem überzeugten Nationalsozialisten.
Seine Stieftochter Alma musste jedoch im März 1938 nach dem Anschluss Österreichs an Hitler-Deutschland mit ihrem Mann, dem Dichter Franz Werfel, wegen dessen jüdischer Abstammung fliehen. Nur wenige Tage später holte Moll fünf Bilder, die Alma der Galerie im Belvedere geliehen hatte, im Namen seiner Tochter Maria Eberstaller ab. Das wertvollste der Bilder, Edvard Munchs Sommernacht am Strand, verkaufte Moll später an die Galerie zurück.
Als die Rote Armee Anfang April 1945 die Schlacht um Wien gewann, verfasste Moll einen mit 10. April datierten Abschiedsbrief mit dem Satz „Ich schlafe reuelos ein, ich habe alles Schöne gehabt, was ein Leben zu bieten hat.“ Drei Tage später nahmen sich Moll, seine Tochter und sein Schwiegersohn, Richard Eberstaller (* 1887), ein bekennender Nazi seit 1931, in der Grinzinger Villa (Wollergasse 10) durch Vergiftung das Leben. Er wurde auf dem Grinzinger Friedhof begraben.

## Werk
Bekannt wurde Moll durch seine großformatigen Farblithographien und Holzschnitte. Der Stil seiner späteren Landschaftsbilder wandelte sich zunehmend von der flächenhaften Malerei der Secessionisten zu mehr Räumlichkeit, in den späteren Jahren näherte er sich immer mehr dem Expressionismus an.
Werke von Moll befinden sich u. a. in folgenden Sammlungen:
- Sammlung Jenö Eisenberger, Wien
- Leopold Museum, Wien
- Muzeul Țării Crișurilor, Oradea
- Museum Niederösterreich, St. Pölten
- Österreichische Galerie Belvedere, Wien

Weiters verfasste Moll die Biographie: Emil Jakob Schindler, 1842–92, Eine Bildnisstudie. Österreichische Staatsdruckerei, Wien 1930.

## Rezeption am Kunstmarkt
Am 21. Juni 2013 wurde bei einem Online-Auktionshaus ein Ölgemälde des Künstlers für 297.000 Euro (395.000 US-Dollar) versteigert. Es handelte sich hierbei um den weltweit höchsten bis dahin für ein Bild dieses Malers erzielten Auktionspreis. Im Jahr 2021 erzielte das Bild „Weißes Interieur“ (1905) in einer Auktion 4 Millionen Dollar.